# Classe Concordia
La classe Costa Concordia est une classe de cinq navires de croisière exploitée par Costa Croisières, filiales de Carnival Corporation & PLC. Après le naufrage du premier navire de cette classe, le Costa Concordia, il ne reste que 4 navires.
C'est une évolution de la classe Conquest exploitée par la Carnival Cruise Lines. L'évolution consiste essentiellement à un élargissement de la piscine et de sa structure qui dispose de verrières sur les côtés du navire. Un toit rétractable a été ajouté à la piscine principale.
Toutes ces unités sont classées Post Panamax et ne peuvent donc pas passer le canal de Panama.

## Les unités de la classe
| Navire de croisière / Pavillon | Image | Tonnage (T.S.L.) | Longueur (m) | Maître-bau (m)              | Puissance                 | Cabines | Passagers | Équipage | Vitesse (nœuds) | Année | Chantier naval | Mise en service | Statut                      | Classe                                                             |
| ------------------------------ | ----- | ---------------- | ------------ | --------------------------- | ------------------------- | ------- | --------- | -------- | --------------- | ----- | -------------- | --------------- | --------------------------- | ------------------------------------------------------------------ |
| Costa Concordia                |       | 114.500          | 290          | 35.5                        | 75 600 kW soit 102 000 ch | 1500    | 3780      | 1100     | 20              | 2006  | Fincantieri    | 7 juillet 2006  | Naufrage le 13 janvier 2012 | Classe Concordia                                                   |
| Costa Serena                   |       | 114.500          | 290          | 35.5                        | 75 600 kW soit 102 000 ch | 1500    | 3780      | 1100     | 23              | 2007  | Fincantieri    | 2007            | En service                  | Classe Concordia                                                   |
| Costa Pacifica                 |       | 114.500          | 290.2        | 35.5 (flottaison) 44 (pont) | 75 600 kW soit 102 000 ch | 1504    | 3780      | 1150     | 23,5            | 2009  | Fincantieri    | 5 juin 2009     | En service                  | Classe Concordia avec modifications plus fort tonnage de la classe |
| Costa Favolosa                 |       | 114.500          | 290.2        | 35.5 (flottaison) 44 (pont) | 75 600 kW soit 102 000 ch | 1508    | 3800      | 1150     | 23,5            | 2010  | Fincantieri    | 2 juillet 2011  | En service                  | Classe Concordia modifiée                                          |
| Costa Fascinosa                |       | 114.500          | 290.2        | 35.5 (flottaison) 44 (pont) | 75 600 kW soit 102 000 ch | 1508    | 3800      | 1150     | 23,5            | 2012  | Fincantieri    | Février 2012    | En service                  | Classe Concordia modifiée                                          |